# International Centre for Theoretical Physics
Abdus Salam International Centre for Theoretical Physics, ICTP (în română Centrul Internațional de Fizică Teoretică Abdus Salam), fondat în 1964 de fizicianul pakistanez Abdus Salam, se află în localitatea Miramare, la 10 km nord de Trieste, Italia. Funcționează sub egida a două agenții ale Organizației Națiunilor Unite: UNESCO și Agenția Internațională pentru Energie Atomică (IAEA), pe baza unui acord tripartit cu guvernul Italiei. Scopul Centrului este:
- să sprijine dezvoltarea studiilor avansate și a cercetării în domeniul științelor fizice și matematice, în special prin încurajarea meritului în țările în curs de dezvoltare;
- să inițieze programe științifice de înalt nivel având în vedere nevoile țărilor în curs de dezvoltare și să ofere un forum de contact științific pentru oamenii de știință din toate țările;
- să efectueze cercetare la cele mai înalte standarde internaționale și să întrețină un mediu de îndrumare a investigației științifice pentru întreaga comunitate ICTP.